# José Pinelo Llull
José Pinelo Llull (Cádiz, 14 de octubre de 1861 - Sevilla, 1922) fue un pintor español esencialmente costumbrista y paisajista. 

## Biografía
Alumno de Eduardo Cano en la Escuela de Bellas Artes de Sevilla hasta 1879. Viajó a Roma en cuya Roma estudió con Villegas. Volvió de Italia en 1881, alternando su producción como pintor de escenas realistas de género costumbrista con una creciente dedicación a la pintura de paisaje, práctica en la que influyó poderosamente su compañero Sánchez Perrier; una vertiente que con el paso del tiempo le convertiría en uno de los más activos divulgadores del trabajo paisajístico de la escuela de Alcalá de Guadaíra.
Casado con Doña Ana Yanes Ferro, tendrían cinco hijos. José, nacido en Guadalcanal, el pueblo de su esposa, en 1892, fue también pintor y compañero de «plein air» con su padre, aunque murió joven. Incansable plenairista de rivera, además de en Alcalá, pintó las del Guadalquivir, las del Genil y otros parajes andaluces.
En 1891 inicia Pinelo sus campañas americanas, logrando exponer ese mismo año en Brasil y Estados Unidos, y a partir de 1899 en Argentina, donde consiguió abrir un auténtico mercado de salida para la pintura española. Esa labor de difusión del arte español en América, como organizador de exposiciones, fue recompensada con un sillón en la Academia de San Fernando y con el nombramiento de caballero gran cruz de la Orden de Isabel la Católica en 1913 y de comendador de la Orden de Carlos III.

## Algunas obras
- La feria de Cádiz (1882)

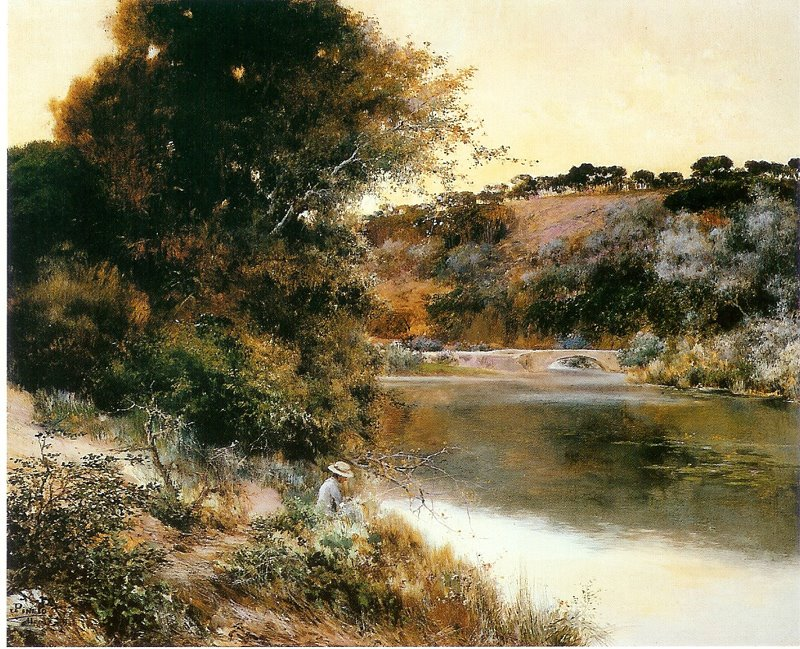
La ribera de Alcalá de Guadaíra (1891).

- Vista panorámica de Alcalá y el castillo desde el cerro de San Roque (1885)
- Ribera de Santiponce (1890) -premiada en Barcelona en 1891-
- Madre y niño por un campo de naranjos (1893)
- La noria (1907)
- Molino de Alcalá de Guadaira (1910)

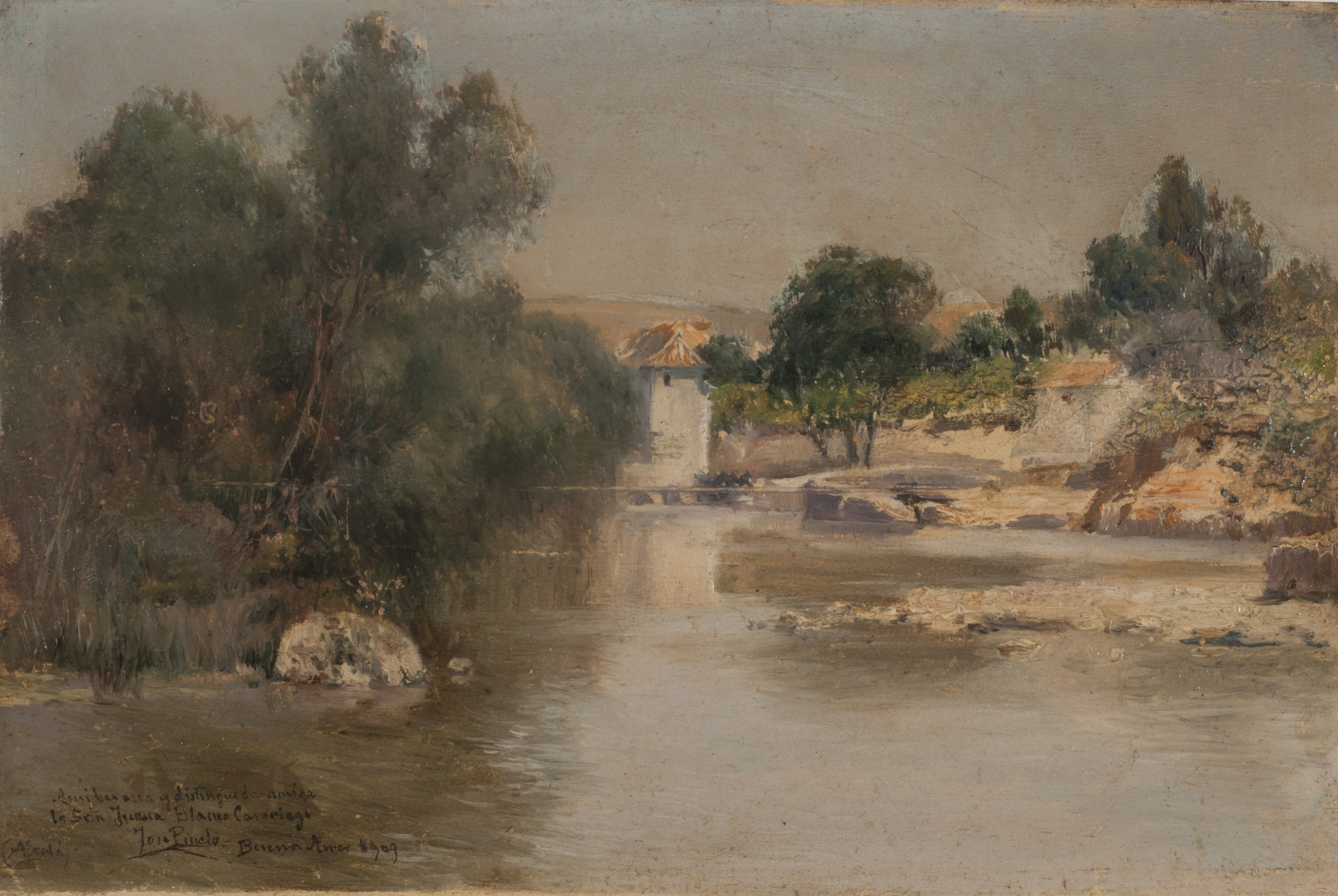
Orillas del Guadaira - José Pinelo Llull

- Mañana de marzo (1915)